# Falaoigo
Falaoigo est un motu inhabité[réf. souhaitée]  de l'atoll de Funafuti, aux Tuvalu.